# Sphairia

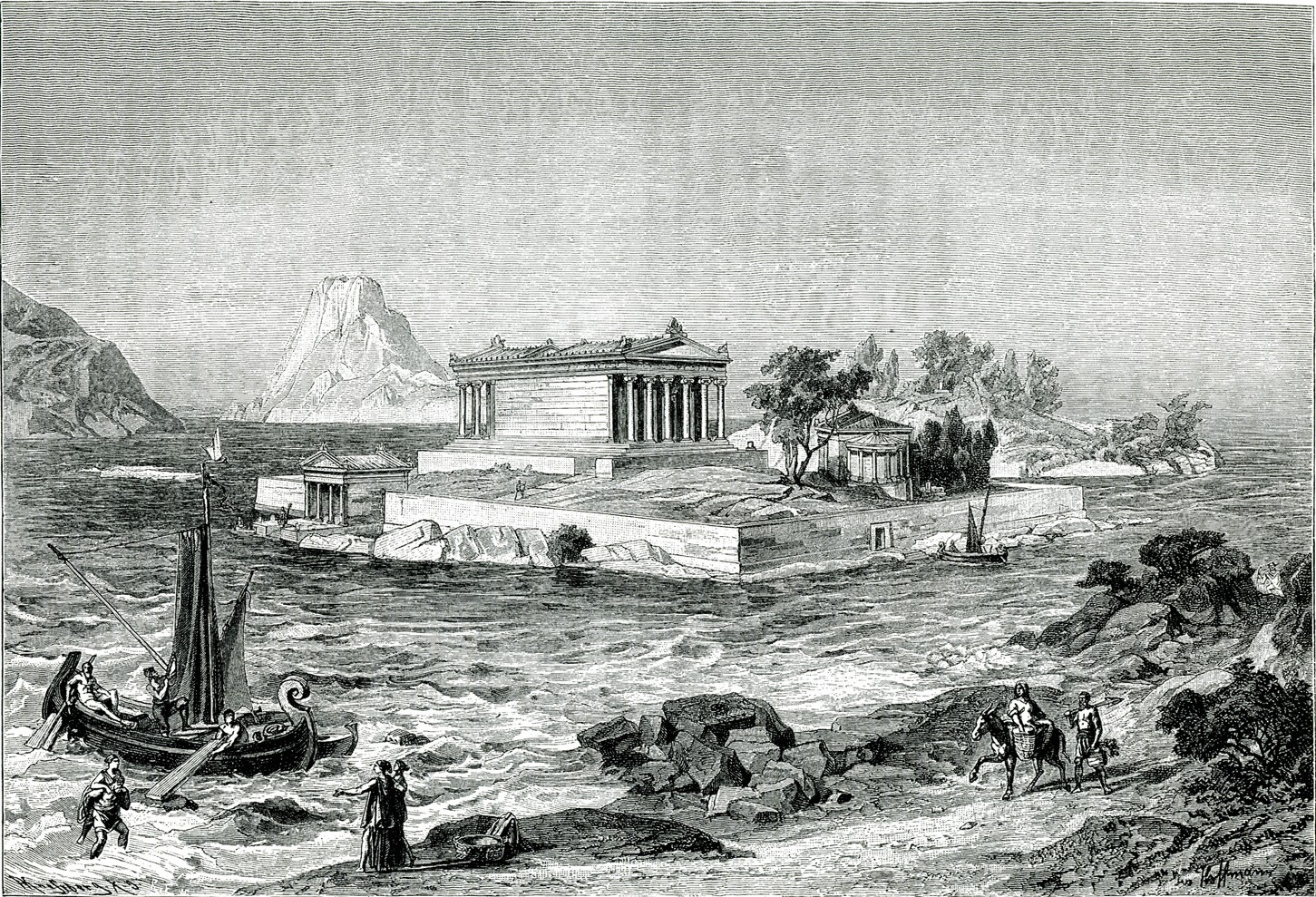
Altgriechischer Tempel der Athena Apaturia auf der Insel Sphairia (Phantasierekonstruktion 1887)

Sphairia (griechisch Σφαιρία = die Runde) oder Hiera (griechisch Ἱερά = die Heilige) war eine Insel vor der Küste der antiken Stadt Troizens.
Pausanias berichtete, dass man zu Fuß vom Festland durch das seichte Wasser zur Insel Sphairia laufen konnte. Die Insel wurde zuerst Sphairia genannt, weil dort der Wagenlenker des Pelops Sphairos begraben lag. Aithra, die Tochter des Königs Pittheus von Troizen, hatte einst einen Traum, in dem die Göttin Athene ihr auftrug, Sphairos ein Trankopfer darzubringen. Sie begab sich also auf die Insel und opferte dem Heros. Der Gott Poseidon erschien auf der Insel, wohnte Aithra bei und zeugte mit ihr Theseus. Aithra gründete nun auf der Insel einen Tempel für Athena Apaturia. Seit dieser Zeit wurde die Insel Hiera genannt und die troizenischen Frauen weihten vor ihrer Hochzeit ihren Gürtel der Göttin in dem Tempel.
Die Lage und Identifikation der Insel Sphairia ist umstritten. Im Allgemeinen setzt man heute jedoch die kleine südliche Halbinsel von Poros, auf der sich die gleichnamige Hauptstadt befindet, mit Sphairia gleich. Aus diesem Grund findet man heute oftmals auch den Namen Sferia für die Halbinsel im Gegensatz zum größeren nördlichen Teil, der Kalavria genannt wird. Man hat vermutet, dass die beiden Teile vielleicht in der Antike getrennt waren und es deshalb zu einer Unterscheidung kam. Dies ist jedoch nicht gesichert. Auch fand man bisher auf der südlichen Halbinsel Sferia keine antiken Baureste.
Die Morea-Expedition (1828 bis 1833) fand auf der kleinen Insel Lazareto, die etwa 700 m östlich von Sferia liegt, Baureste eines Tempel, der einst fast die gesamte Insel einnahm. Aus diesem Grund vermuteten Emil le Puillou de Boblaye und Ernst Curtius, dass Lazareto mit dem antiken Sphairia zu identifizieren sei.